# Bandai Namco Holdings
Pour les articles homonymes, voir Bandai (homonymie) et Bandai Namco.
Bandai Namco Holdings Inc. (BNHD) (株式会社バンダイナムコホールディングス, Kabushiki gaisha Bandai Namuko Hōrudingusu), aussi connue comme Bandai Namco Group, est une entreprise holding japonaise issue de la fusion de Bandai et de Namco le 29 septembre 2005. Elle est spécialisée dans les jouets, les jeux vidéo, les arcades, les anime et les parcs de loisirs. Bandai Namco fournit également diverses machines d'arcade aux cinémas et salles d'arcade du monde entier.
Le siège de la société se trouve à Minato dans la préfecture de Tokyo. En 2017, Bandai Namco est la plus grande entreprise de jouets au monde, avec un chiffre d'affaires annuel de 6,4 milliards de dollars.

## Description
Bandai Namco Holdings Inc. est le fruit de la fusion qui s'est opérée le 29 septembre 2005 entre les sociétés Namco et Bandai.
Namco exerce son activité dans le milieu du jeu vidéo depuis 1974. Bandai, fondé en 1950, est le troisième plus grand fabricant de jouets au monde.
Dès le mois de mai 2005, les directions annoncent publiquement le rapprochement de ces entreprises prévu pour la fin de l'année. Officiellement, c'est Bandai qui rachète la société Namco, dans la réalité, le groupe est constitué à parts égales des entreprises et filiales de chaque groupe.
Ces deux sociétés fusionnent le 29 septembre 2005 pour former Namco Bandai Holdings Inc., qui devient la holding des deux entreprises. Cette fusion va constituer une des plus grosses entreprises dans le secteur du jeu vidéo au Japon.
Depuis la prise de pouvoir, Namco a fusionné avec la section jeu vidéo de Bandai, puis ce nouveau groupe a été renommé Namco Bandai Games à la date du 31 mars 2006.
Dans le même temps, les sections divertissement, parcs à thèmes et parcs de loisirs de Namco échappent à la direction de Namco pour être regroupées en tant que filiale de Namco Bandai Holdings sous le nom de Namco Limited.
En janvier 2006, Namco Bandai Games America Inc. est créé à Santa Clara en Californie, en tant que filiale de Namco Bandai Holdings, gérant le marché et le fonctionnement de Namco Bandai Games et Bandai en Amérique du Nord,.
En mars 2007, Namco Bandai Holdings entre en parts minoritaire dans le capital de Toei Corporation et Toei Animation Co. Ltd.. Namco Bandai Games s'allie à Sony pour créer un nouveau studio de développement de jeux vidéo nommé Cellius pour lequel le groupe sera le principal actionnaire, et dont les activités seront centrées autour du processeur Cell pour le développement de jeux PlayStation 3. Le studio développera également des jeux pour smartphones et PC.
Namco Bandai Holdings annonce le 8 novembre 2007 la fusion de section jeu vidéo de la société Banpresto dans le groupe Namco Bandai Games à la date du 1er avril 2008. Les branches de divertissement et de loisirs intègreront Namco Ltd. en tant que filiale,.
Le 25 janvier 2014, Namco Bandai Games et Namco Bandai Studios annoncent que les entreprises seraient dorénavant connues comme Bandai Namco Games et Bandai Namco Studios. Ce changement vise à unifier la marque à l'international (puisque la société était déjà connue comme Bandai Namco au Japon).

## Le groupe et ses filiales
Bandai Namco Holdings est un groupe tentaculaire et à forte vocation expansive depuis sa création. Elle est organisée en cinq branches d'affaires stratégiques, complétées par les entreprises d'affaires affiliées qui fournissent un soutien logistique. Ces branches sont composées des « Jouets et loisirs », des « Divertissements en réseau » (jeux vidéo), des « Divertissements réels » (arcades, VR, parcs de loisirs), de « Production visuelle et musicale » (production et distribution d'anime, de drama et de musique), de « Création de propriétés intellectuelles » (production d'anime).

### Historique de l'organisation

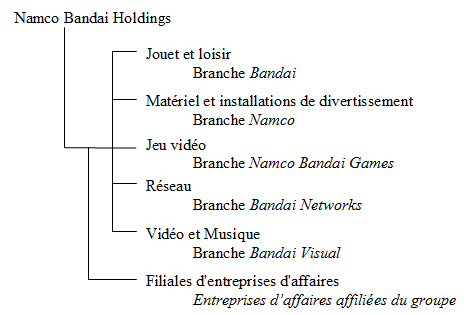
Organisation de la société en 2006.

L'organisation de la société a considérablement changé depuis la fusion. En 2006, NBHD était composé de 5 branches d'affaires stratégiques et les entreprises d'affaires affiliées. En avril 2009, la branche des Jeux vidéo et celle du Réseau ont été fusionnés. L'année suivante, la branche des Jeux vidéo et celle des Vidéo et Musique fusionnent pour former la branche de « Contenu ».

### Jouets et loisirs
- Bandai Co., Ltd.
  - Megahouse Corporation (ja)
  - CCP Co., Ltd. (ja)
  - Sun-Star Stationary Co., Ltd. (ja) (Fusion avec Seika Co., Ltd. le 1er octobre 2013)
  - Plex Co., Ltd. (ja)
  - Seeds Co., Ltd.
  - People Co., Ltd. (ja)
- Bandai Spirits (ja)

À l'étranger
- Bandai America Inc.
- Bandai Namco Collectibles LLC.
- Bandai S.A.S.
  - Bandai U.K. Ltd.
  - Bandai Espana S.A.
- Bandai Namco Asia Co., Ltd.
- Bandai Namco Toys & Hobby (Shanghai) Co., Ltd.
- Bandai (Shenzhen) Co., Ltd.
- Bandai Namco Korea Co., Ltd.
- Bandai Namco (Thailand) Co., Ltd.
- Bandai Namco Philipinnes Inc.
- Banpresto (H.K.) Ltd.

### Divertissements en réseau
- Bandai Namco Entertainment Inc.
  - Bandai Namco Studios Inc.
  - Bandai Namco Online Inc.
  - B.B. Studio Co., Ltd. (en)
  - Vibe Inc.
  - BXD Inc.
- D3 Publisher Inc.
- Bandai Namco Rights Marketing Inc.
- Bandai Namco Network Services Inc.
- Bandai Namco Sevens Inc.
- Bandai Namco Research Inc.

À l'étranger
- Bandai Namco Entertainment America Inc.
- Bandai Namco Entertainment Europe S.A.S.
- Bandai Namco Entertainment (Shanghai) Co., Ltd.
- Bandai Namco Studios Singapore Pte. Ltd.
- D3 Publisher of America, Inc.

### Divertissements réels
- Bandai Namco Amusement
  - Bandai Namco Technica Inc. (ja)
  - Pleasure Cast Co., Ltd.
  - Hanayashiki Co., Ltd.
  - Bandai Namco Amusement Lab Inc. (ja)

À l'étranger
- Bandai Namco Amusement America Inc.
- Bandai Namco Amusement Europe Ltd.
- Namco USA Inc.
- Namco UK Ltd.
- Namco Enterprises Asia Ltd.
- Bandai Namco Amusement (Shanghai) Co., Ltd.

### Production visuelle et musicale
- Bandai Namco Arts Inc.
  - Actas Inc.
  - Highway Star Inc. (ja)
  - Bandai Namco Live Creative Inc.

### Création de propriétés intellectuelles
- Sunrise Inc.
  - Bandai Namco Pictures Inc.
  - Sunrise Beyond Inc.
  - Sunrise Music Inc.

À l'étranger
- Sunrise Shanghai Co., Ltd.

### Entreprises d'affaires affiliées
- Bandai Logipal Inc. (ja)
  - Logipal Express Inc. (ja)
- Bandai Namco Buisiness Arc Inc.
- Bandai Namco Will Inc.
- Artpresto Co., Ltd.
- Happinet Co., Ltd. (en)
- Italian Tomato Ltd. (ja)
- Kaikaya Ltd.
- Sotsu Co., Ltd.
- Tsuburaya Productions (ja)